# Chrispa
Chrispa (griechisch Χρύσπα Chryspa; * 7. Dezember 1982 in Athen; eigentlich Chrysanthi Pagona (Χρυσάνθη Παγώνα)) ist eine griechische Sängerin.

## Leben
Chrispa wurde in Athen geboren und zog im Alter von fünf Jahren nach Piräus, um dort zu musizieren und zu tanzen. Gleichzeitig machte sie Ballett, beendete dieses aber nach 13 Jahren, weil sie zu klein war.
Im Alter von 18 Jahren sang Chrispa mit Sophia Vossou auf einem Sommerkonzert in Ägina. Vossou stellte dann die ersten Kontakt mit der Plattenfirma Alpha Music her. 2003 veröffentlichte sie dann ihr erstes Album.

## Diskografie

### Alben
- 2003: Tora
- 2004: Chrispa
- 2006: Posa Hrostao
- 2007: Kathreftis
- 2008: A Chance to Love
- 2009: Mehri Edo

### Singles
- 2004: Mou Kani Plaka O Theos
- 2004: Fevgo Gia To Efta
- 2005: Adres 100%
- 2007: Diki Sou Gia Panta (Remix)
- 2010: Den Yposhome Tipota
- 2011: Eisai Asteri (feat. BO)
- 2012: Kolla 5
- 2013: Me skotonei
- 2014: Den Erotevome (Ola Kala)
- 2015: Den Ektimas Me Tipota
- 2016: Etimasou
- 2016: Ta ’Theles
- 2017: Aladdin
- 2021: Se Gelasan